# Uomini si nasce poliziotti si muore
Uomini si nasce poliziotti si muore è un film del 1976, diretto da Ruggero Deodato e scritto da Fernando Di Leo.
Unico poliziottesco diretto da Ruggero Deodato, regista di Cannibal Holocaust, considerato il padre dei cannibal movie, è considerato uno dei più violenti e controversi polizieschi italiani. Alla sua uscita nelle sale cinematografiche italiane fu vietato ai minori di 18 anni e tagliato di alcune sequenze violente.
Il film riscosse un buon successo di pubblico, tanto che si pensò di girare un sequel che però non venne mai realizzato per vari motivi.

## Trama
Una donna viene scippata e uccisa brutalmente da due rapinatori a bordo di una motocicletta. Alfredo e Antonio, due poliziotti che lavorano per un corpo speciale che ha totale carta bianca per combattere la delinquenza, inseguono i rapinatori con la loro moto e, dopo un lungo e rocambolesco inseguimento per le vie di Roma, li raggiungono. Un rapinatore muore con la leva della frizione della moto infilzata nella pancia. L'altro è ancora vivo ma gravemente ferito. Antonio gli si avvicina e gli spezza l'osso del collo.

Il violento scippo iniziale ai danni di una donna

Antonio e Alfredo si recano al commissariato e fanno rapporto al loro capo che, venuto a sapere dell'ennesima azione violenta dei due, li rimbrotta scherzosamente e promette loro che li coprirà, come sempre. Intanto Antonio e Alfredo corteggiano la segretaria del loro capo, Sonia, una femminista.
Un collega dei due poliziotti viene ucciso durante un'imboscata. Antonio e Alfredo inseguono l'assassino e lo uccidono, quindi danno fuoco alle macchine parcheggiate davanti a una bisca clandestina di proprietà di Roberto Pasquini. Nell'incendio periscono anche due uomini di Pasquini. In realtà Pasquini è in contatto con un poliziotto corrotto, che gli passa tutte le informazioni necessarie sulle retate ed altre operazioni della squadra speciale.
Tre uomini, capitanati da Ruggero detto "Er Cane", entrano in una villa e prendono in ostaggio un'anziana signora. Antonio e Alfredo intervengono prontamente. Fanno arrivare sul luogo un elicottero della polizia per confondere i criminali, quindi penetrano nella villa e li uccidono tutti, liberando l'ostaggio.

Antonio e Alfredo

Intanto Roberto Pasquini punisce selvaggiamente un tossicodipendente che aveva parlato troppo: gli fa estirpare infatti un occhio.
Antonio e Alfredo si recano nella bisca clandestina di Fregene e torturano due uomini di Pasquini, quindi si allenano al tiro al bersaglio ma vengono tratti in un'imboscata. I due la risolvono a modo loro. Si recano quindi dal tossicodipendente torturato da Pasquini e lo convincono ad aiutarli per mettere in trappola il biscazziere.
I due si recano su una barca, luogo dell'appuntamento dato a Pasquini. L'uomo però li ha anticipati e ha piazzato una bomba sul natante. Quando Antonio e Alfredo sembrano spacciati spunta fuori il loro capo, che uccide Pasquini e il complice salvandoli.
Antonio e Alfredo attirati dagli spari accorrono, vedono il capo e poi fanno esplodere la barca.

## Produzione

### Sceneggiatura
Il film fu scritto da Fernando Di Leo, celebre regista italiano di noir, autore della Trilogia del milieu. Il copione originale prevedeva una componente di omosessualità evidente tra Antonio e Alfredo, ma Deodato la offuscò mostrando i protagonisti come dei playboy.

### Regia
La regia fu affidata a Ruggero Deodato dopo il successo riscosso dal thriller Ondata di piacere, diretto nel 1975. I due registi si incontrarono una sola volta, quando Di Leo fece leggere il copione a Deodato. Questi asserì in seguito che Di Leo rimase molto soddisfatto della sua regia.

### Cast
Per il ruolo di uno dei protagonisti fu contattato Al Cliver, che aveva interpretato Ondata di piacere, ma l'attore rifiutò dopo aver letto la sceneggiatura, a suo avviso troppo cruda e violenta.
I ruoli dei due protagonisti andarono a Ray Lovelock, che cantò anche due canzoni inserite nella colonna sonora: Won't Take Too Long e Maggie, e Marc Porel, attore francese che aveva già interpretato alcuni film di genere italiani, come Non si sevizia un paperino di Lucio Fulci.
Il ruolo del capo della squadra speciale fu affidato ad Adolfo Celi, con l'intento di renderlo simpatico e sminuire la violenza della pellicola.
Il ruolo di Sonia fu interpretato da Silvia Dionisio, all'epoca moglie di Deodato. Nel film appare anche la sorella della Dionisio, Sofia, che interpreta la sorella di Pasquini che viene sedotta da entrambi i poliziotti.

### Riprese
Il lungo inseguimento iniziale in moto per le vie di Roma parte da via del Corso, prosegue per piazza del Popolo e termina a piazza Monte Grappa: fu l'ultima ripresa realizzata da Deodato. L'inseguimento fu girato senza i permessi della polizia e del comune di Roma.

Una fase del lungo inseguimento iniziale

## Accoglienza

### Distribuzione
Il film uscì nelle sale cinematografiche italiane l'11 marzo 1976.

### Incassi
Il film riscosse un ottimo successo di pubblico, incassando complessivamente 741.142.540 lire dell'epoca.
Deodato comunque lamentò il fatto che il film si scontrò con il gran successo di Squadra antiscippo, diretto da Bruno Corbucci ed interpretato da Tomas Milian, primo film della serie comico-poliziesca avente per protagonista il maresciallo Nico Giraldi, che sbancò i botteghini italiani in quella stagione.
Grazie al successo del film a Deodato fu affidata la regia di Ultimo mondo cannibale, suo primo cannibal movie.

La sequenza della punizione del tossicodipendente fu censurata

### Critiche
Alla sua uscita il film fu accusato di fascismo e qualunquismo, come la maggior parte dei poliziotteschi. Fu comunque apprezzata la regia e alcune interpretazioni. Il Messaggero scrisse: «Impostato secondo le norme che regolano trame del genere, il film si risolve nei soliti inseguimenti, nelle solite sparatorie, nelle stragi di rito, contribuendo con la sua truculenza solo ad una esaltazione che sarebbe, invece, molto meglio evitare. A prescindere, tuttavia, da questo inconcepibile osanna alla violenza, il film è di fattura discreta, specie nell'azione che il regista Ruggero Deodato ha sviluppato con evidente sostenutezza. Volenterosa l'interpretazione di Marc Porel e di Ray Lovelock al cui fianco figurano Franco Citti, Renato Salvatori e Adolfo Celi».
Paolo Mereghetti nel suo dizionario assegna al film due stelle e ritiene la regia di Deodato «efficiente e brutale, con un inseguimento iniziale in moto da antologia».
Negli ultimi anni il film è stato ampiamente rivalutato ed è ritenuto uno dei migliori polizieschi italiani. Gordiano Lupi afferma che «Deodato tira fuori un film elegante, con una fotografia curata e una colonna sonora giusta».
Quentin Tarantino lo ha definito «uno dei più grandi titoli di tutti i tempi ed è all'altezza del suo nome».